# Різдва Богородиці Козельщинський жіночий монастир
Різдва Богородиці Козельщинський жіночий монастир — чинний жіночий монастир УПЦ МП.

## Історія
Заснований біля каплиці, в якій було встановлено ікону Козельщинської Богоматері, яка допомогла зцілитися доньці графів Капністів — володарів маєтку в с. Козельщині. 
Каплицю збудовано у 1881 році. Поруч 1881—1883 зведено храм Різдва Пресвятої Богородиці, відкрито лікарню й аптеку. 
1885 Синод дозволив заснувати православну громаду. 
1886 прибули перші 20 жінок на чолі з монахинею Золотоніського Красногірського монастиря Олімпіадою. 
1887 споруджено «странноприимный дом», будинок причту. 
1888 засновано школу живопису, першим вчителем якої був Г.М. Глущенко; двокласну церковнопарафіяльну школу для дівчат, а згодом для хлопчиків. 
1891 освячено муровану Преображенську церкву, а парафію перетворено на монастир. 
1900—1906 за проєктом архітектора С.В. Носова зведено собор Різдва Богородиці. 
Під час російсько-японської війни 1904—1905 при монастирі діяв лазарет. 
1929 року за наказом більшовицької влади монастир був закритий. У соборі влаштували театр, у монастирських будівлях розташували лікарню, навчальні заклади та різні установи й організації. Ікону Божої Матері черниці таємно вивезли, довго переховували у різних місцях у надійних людей. Останню ігуменю монастиря Олімпіаду (Вербицьку), яка переховувалася у Полтаві, заарештували 1937 року і після страшних катувань розстріляли.[3]  
Реабілітована Полтавською обласною прокуратурою 22 червня1990 року.  18 квітня 2008 року засіданням Св. Синоду УПЦ колишня ігуменя Козельщинського монастиря Олімпіада ІІ була причислена до лику місцевошанованих святих. Вшанування пам"яті —2 червня, в день її народження.  
1942 під час німецької окупації монастир відновив діяльність. 
У 1949 знову закритий радянською владою, 107 черниць і послушниць переведено до Лебедина. 
1990 року храм Різдва Пресвятої Богородиці повернули православній громаді.
1992 року обитель очолила ігуменя Іраїда (Кравцова). Повернули «з підпілля» образ Козельщанської Богоматері. 22 лютого 1993 року його виставили для поклоніння у Свято-Троїцькій церкві Кременчука, а наступного дня чудодійна ікона повернулася у рідну обитель.